# 植物の繁殖方法一覧
植物の繁殖方法一覧（しょくぶつのはんしょくほうほういちらん）

## 有性生殖
- 実生（受粉）

## 無性生殖
- アポミクシス
- 挿し木
- 接ぎ木
- 取り木
- 茎伏せ
- 株分け
- 組織培養
- 球根による繁殖
  - 自然分球
  - ノッチング法
  - スクーピング法

## ランの繁殖法
- 共生発芽（ラン菌との共生）
- 無菌播種
- メリクロン